# 2025–2026-os magyar labdarúgó-bajnokság (első osztály)
A magyar labdarúgó-bajnokság első osztályának 2025–2026-os szezonja a 124. magyar labdarúgó-bajnokság. Ez az első bajnokság, ami Fizz Liga néven fut, a korábbi OTP Bank Liga helyett.

## Csapatváltozások a 2024–2025-ös szezonhoz képest
Kiesett a másodosztályba
- Fehérvár FC (a 2024–2025-ös NB I 11. helyezettje)
- Kecskemét (a 2024–2025-ös NB I 12. helyezettje)

Feljutottak az első osztályba
- Kisvárda (a 2024–2025-ös NB II 1. helyezettje)
- Kazincbarcika (a 2024–2025-ös NB II 2. helyezettje)

## Résztvevő csapatok

### Résztvevők és stadionjaik
| Debrecen                 | Diósgyőr | Kazicbarcika | Ferencváros                |
| ------------------------ | --- | --- | -------------------------- |
| Nagyerdei stadion        | DVTK-stadion | Kolorcity Aréna | Groupama Aréna             |
| Férőhely: 20 340         | Férőhely: 14 655 | Férőhely: 1100 | Férőhely: 22 000           |
|                          | | |                            |
| Győr                     | Debrecen Diósgyőr Kisvárda Kazincbarcika Nyíregyháza Paks Győr Puskás Akadémia Zalaegerszeg A 2025–2026-os NB I. csapatai Ferencváros Újpest MTK A 2025–2026-os NB I. budapesti csapatai | Debrecen Diósgyőr Kisvárda Kazincbarcika Nyíregyháza Paks Győr Puskás Akadémia Zalaegerszeg A 2025–2026-os NB I. csapatai Ferencváros Újpest MTK A 2025–2026-os NB I. budapesti csapatai | Kisvárda                   |
| ETO Park                 | Debrecen Diósgyőr Kisvárda Kazincbarcika Nyíregyháza Paks Győr Puskás Akadémia Zalaegerszeg A 2025–2026-os NB I. csapatai Ferencváros Újpest MTK A 2025–2026-os NB I. budapesti csapatai | Debrecen Diósgyőr Kisvárda Kazincbarcika Nyíregyháza Paks Győr Puskás Akadémia Zalaegerszeg A 2025–2026-os NB I. csapatai Ferencváros Újpest MTK A 2025–2026-os NB I. budapesti csapatai | Várkerti Stadion           |
| Férőhely: 15 600         | Debrecen Diósgyőr Kisvárda Kazincbarcika Nyíregyháza Paks Győr Puskás Akadémia Zalaegerszeg A 2025–2026-os NB I. csapatai Ferencváros Újpest MTK A 2025–2026-os NB I. budapesti csapatai | Debrecen Diósgyőr Kisvárda Kazincbarcika Nyíregyháza Paks Győr Puskás Akadémia Zalaegerszeg A 2025–2026-os NB I. csapatai Ferencváros Újpest MTK A 2025–2026-os NB I. budapesti csapatai | Férőhely: 2990             |
|                          | Debrecen Diósgyőr Kisvárda Kazincbarcika Nyíregyháza Paks Győr Puskás Akadémia Zalaegerszeg A 2025–2026-os NB I. csapatai Ferencváros Újpest MTK A 2025–2026-os NB I. budapesti csapatai | Debrecen Diósgyőr Kisvárda Kazincbarcika Nyíregyháza Paks Győr Puskás Akadémia Zalaegerszeg A 2025–2026-os NB I. csapatai Ferencváros Újpest MTK A 2025–2026-os NB I. budapesti csapatai |                            |
| MTK                      | Debrecen Diósgyőr Kisvárda Kazincbarcika Nyíregyháza Paks Győr Puskás Akadémia Zalaegerszeg A 2025–2026-os NB I. csapatai Ferencváros Újpest MTK A 2025–2026-os NB I. budapesti csapatai | Debrecen Diósgyőr Kisvárda Kazincbarcika Nyíregyháza Paks Győr Puskás Akadémia Zalaegerszeg A 2025–2026-os NB I. csapatai Ferencváros Újpest MTK A 2025–2026-os NB I. budapesti csapatai | Nyíregyháza                |
| Hidegkuti Nándor Stadion | Debrecen Diósgyőr Kisvárda Kazincbarcika Nyíregyháza Paks Győr Puskás Akadémia Zalaegerszeg A 2025–2026-os NB I. csapatai Ferencváros Újpest MTK A 2025–2026-os NB I. budapesti csapatai | Debrecen Diósgyőr Kisvárda Kazincbarcika Nyíregyháza Paks Győr Puskás Akadémia Zalaegerszeg A 2025–2026-os NB I. csapatai Ferencváros Újpest MTK A 2025–2026-os NB I. budapesti csapatai | Nyíregyháza Városi Stadion |
| Férőhely: 5014           | Debrecen Diósgyőr Kisvárda Kazincbarcika Nyíregyháza Paks Győr Puskás Akadémia Zalaegerszeg A 2025–2026-os NB I. csapatai Ferencváros Újpest MTK A 2025–2026-os NB I. budapesti csapatai | Debrecen Diósgyőr Kisvárda Kazincbarcika Nyíregyháza Paks Győr Puskás Akadémia Zalaegerszeg A 2025–2026-os NB I. csapatai Ferencváros Újpest MTK A 2025–2026-os NB I. budapesti csapatai | Férőhely: 8 150            |
|                          | Debrecen Diósgyőr Kisvárda Kazincbarcika Nyíregyháza Paks Győr Puskás Akadémia Zalaegerszeg A 2025–2026-os NB I. csapatai Ferencváros Újpest MTK A 2025–2026-os NB I. budapesti csapatai | Debrecen Diósgyőr Kisvárda Kazincbarcika Nyíregyháza Paks Győr Puskás Akadémia Zalaegerszeg A 2025–2026-os NB I. csapatai Ferencváros Újpest MTK A 2025–2026-os NB I. budapesti csapatai |                            |
| Paks                     | Puskás Akadémia | Újpest | Zalaegerszeg               |
| Fehérvári úti stadion    | Pancho Aréna | Szusza Ferenc Stadion | ZTE Aréna                  |
| Férőhely: 6150           | Férőhely: 3816 | Férőhely: 13 501 | Férőhely: 11 200           |
|                          | | |                            |

### Vezetőedző-váltások
| Csapat        | Távozott vezetőedző  | A távozás indoka    | A távozás ideje  | Helyezés a tabellán | Érkezett vezetőedző | A kinevezés ideje | Forrás      |
| ------------- | -------------------- | ------------------- | ---------------- | ------------------- | ------------------- | ----------------- | ----------- |
| Kisvárda      | Révész Attila        |                     | 2025. május      | szezon előtt        | Gerliczki Máté      | 2025. május 31.   | [ 1 ]       |
| Kazincbarcika | Erős Gábor           | Lejárt a szerződése | 2025. május 31.  | szezon előtt        | Kuttor Attila       | 2025. június 5.   | [ 2 ] [ 3 ] |
| Diósgyőri VTK | Valdas Dambrauskas   | Lemondott           | 2025. június 12. | szezon előtt        | Vladimir Radenković | 2025. június 18.  | [ 4 ] [ 5 ] |
| Debreceni VSC | Nestor El Maestro    |                     | 2025. június 14. | szezon előtt        | Sergio Navarro      | 2025. június 16.  | [ 6 ] [ 7 ] |
| Zalaegerszeg  | ifj. Mihalecz István | lejárt a szerződése | 2025. június 16. | szezon előtt        | Nuno Campos         | 2025. június 24.  | [ 8 ] [ 9 ] |